# زينب الحسينية
زينب الحسينية هي زينب بنت يحيى بن زيد بن علي بن الحسين بن علي بن أبي طالب. من الأشراف العلويين. توفيت في مصر سنة 240 هـ، ودفنت في المشهد المجاور لقبر عمرو بن العاص.